# Star Screen Award/Bester Hauptdarsteller-Kritikerpreis
Der Star Screen Award Best Actor (Critics) ist eine Kategorie des indischen Filmpreises Star Screen Award.
Der Star Screen Award Best Actor (Critics) wurde erstmals im Jahre 2007 verliehen. Die Gewinner werden stets im Januar bekannt gegeben. Der Preis wurde von 2009 zwischen 2016 nicht mehr verliehen. Seit 2017 wird der Preis jährlich wieder verliehen.
Die Gewinner dieses Preises:
| Jahr | Schauspieler         | Film                         |
| ---- | -------------------- | ---------------------------- |
| 2007 | Sanjay Dutt          | Lage Raho Munna Bhai         |
| 2008 | Amitabh Bachchan     | Cheeni Kum                   |
| 2017 | Sushant Singh Rajput | M.S. Dhoni: The Untold Story |
| 2018 | Rajkumar Rao         | Newton                       |
| 2019 | Gajraj Rao           | Badhaai Ho                   |
| 2020 | Ayushmann Khurrana   | Article 15 & Bala            |